# Nitrofurál

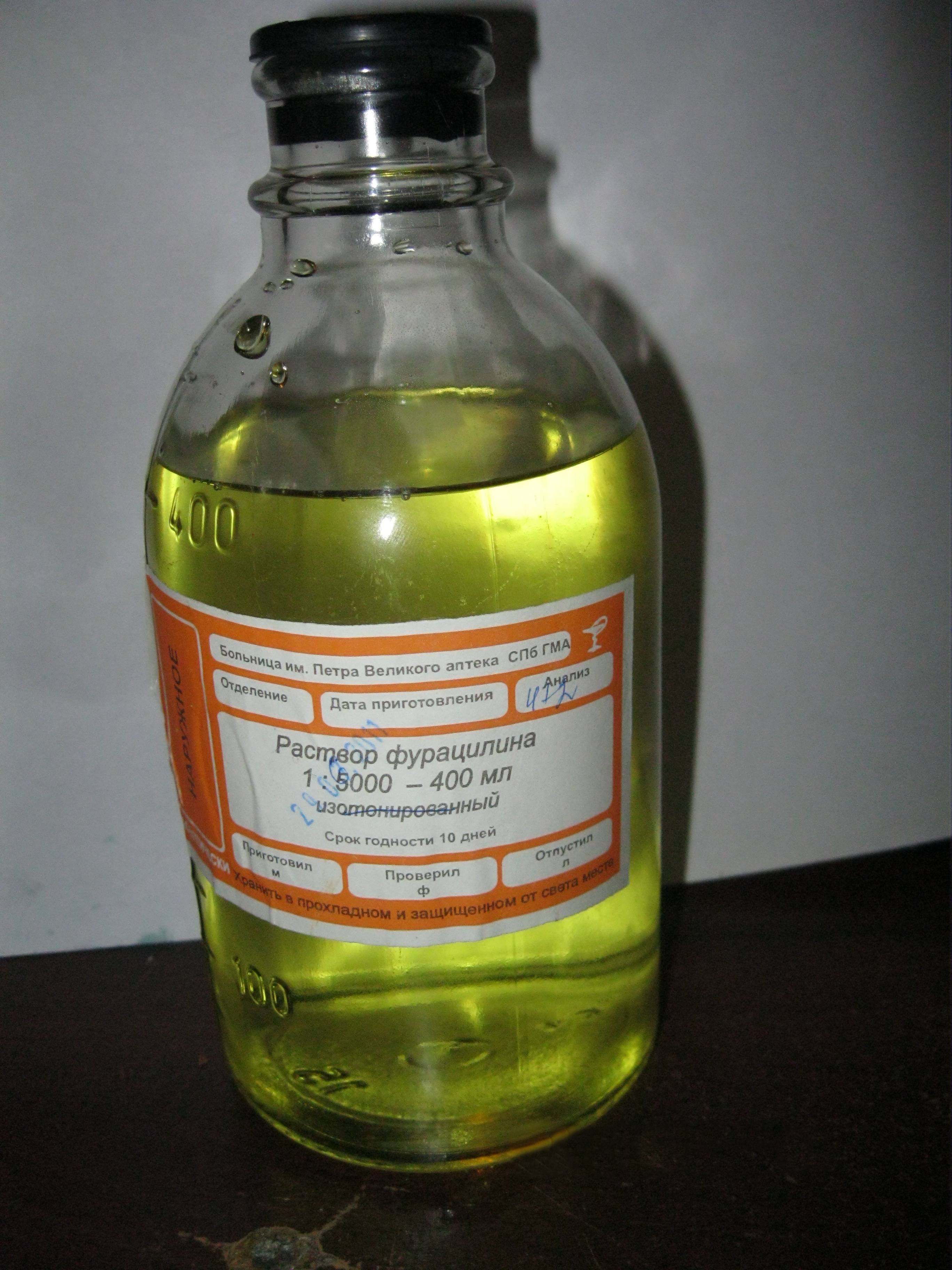
Nitrofurál 1:5000 hígítású vizes oldata

A nitrofurál (furacilin) halványsárga kristályos anyag. Antibiotikumként használják a bőr felületi sérüléseinek fertőtlenítésére (kenőcs formájában), valamint szájon át trypanosoma-fertőzés ellen.
Mind Gram-pozitív, mind -negatív baktériumok ellen hatásos.
Mára új, hatékonyabb és biztonságosabb szerek jelentek meg, így használata háttérbe szorult.

## Előállítás
5-nitrofuraldehidből és szemikarbazidból(en) állítják elő.

## Készítmények
Magyarországon nincs forgalomban nitrofurál-tartalmú készítmény, de a nemzetközi gyógyszerkereskedelem számos készítményt kínál.

## Fordítás
- Ez a szócikk részben vagy egészben  a   Nitrofurazone című angol Wikipédia-szócikk fordításán alapul.  Az eredeti cikk szerkesztőit annak laptörténete sorolja fel. Ez a jelzés csupán a megfogalmazás eredetét és a szerzői jogokat jelzi, nem szolgál a cikkben szereplő információk forrásmegjelöléseként.